# Dave Holland (jazzmusiker)

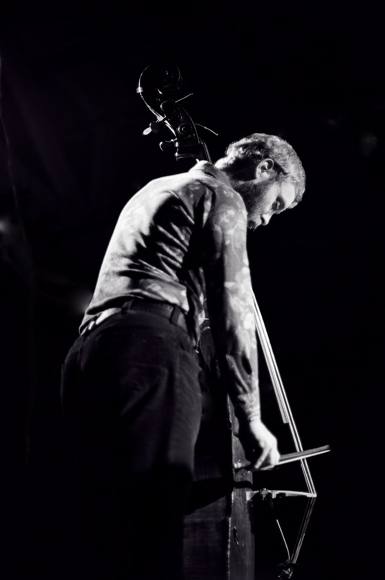
Dave Holland med Anthony Braxton Trio, 1976.

Dave Holland, född 1 oktober 1946 i Wolverhampton, West Midlands, är en brittisk jazzbasist och kompositör inom avant-garde jazz.

## Diskografi

### Solo
- 1971 – Music from Two Basses (med Barre Phillips)
- 1972 – Conference of the Birds
- 1976 – Sam Rivers/Dave Holland Vol. 1
- 1976 – Sam Rivers/Dave Holland Vol. 2
- 1977 – Emerald Tears
- 1982 – Life Cycle
- 1983 – Jumpin' In
- 1984 – Seeds of Time
- 1987 – The Razor's Edge
- 1988 – Triplicate
- 1989 – Extensions
- 1990 – Question and Answer (samarbete med Pat Metheny och Roy Haynes)
- 1993 – Ones All
- 1995 – Dream of the Elders
- 1998 – Points of View
- 2000 – Prime Directive
- 2001 – Not for Nothin'
- 2002 –  What Goes Around
- 2003 – Extended Play: Live at Birdland
- 2005 – Overtime
- 2006 – Critical Mass
- 2008 – Pass It On

Samlingsalbum:
- 2004 – Rarum, Vol. 10: Selected Recordings

### MedMiles Davis
- 1968 – Filles de Kilimanjaro
- 1969 – In a Silent Way
- 1969 – 1969 Miles – Festiva De Juan Pins
- 1969 – Bitches Brew
- 1970 – Miles Davis at Fillmore: Live at the Fillmore East
- 2001 – Live at the Fillmore East, March 7, 1970: It's About That Time

### MedAnthony Braxton
- 1970 – A.R.C. — Circle
- 1971 – Paris Concert — Circle
- 1974 – New York, Fall 1974
- 1975 – Five Pieces (1975)
- 1975 – Anthony Braxton Live
- 1975 – The Montreux/Berlin Concerts [live]
- 1976 – Quartet (Dortmund) [live]

### MedKenny Wheeler
- 1975 – Gnu High
- 1977 – Deer Wan
- 1997 – Angel Song

### MedGateway
- 1975 – Gateway
- 1977 – Gateway 2
- 1994 – Homecoming
- 1994 – In the Moment

### Övrigt
- 1976 – Balladyna — Tomasz Stańko
- 1993 – So Near, So Far (Musings for Miles) — Joe Henderson
- 2001 – Bill Frisell with Dave Holland and Elvin Jones — Bill Frisell
- 2001 – Oh! — ScoLoHoFo (förkortning för John Scofield, Joe Lovano, Dave Holland, Al Foster)